# ۱۰۶۰ (خورشیدی)
۱۰۶۰ هزار و شصتمین سال هجری خورشیدی است.